# Callogobius maculipinnis
Callogobius maculipinnis es una especie de peces de la familia de los Gobiidae en el orden de los Perciformes.

## Morfología
Los machos pueden llegar a alcanzar los 6,8 cm de longitud total.

## Distribución geográfica
Se encuentra desde el Mar Rojo hasta la Isla Bazaruto, Samoa, las Filipinas, Guam e Islas Marshall.

## Observaciones
Es inofensivo para los humanos.